# Farská lípa (Přepychy)
Farská lípa (Přepychy) je památný strom rostoucí v centru obce Přepychy na břehu Farského rybníka u kostela svatého Prokopa.
Lípa požívá ochrany od roku 2007 jako významná dominanta v historické zástavbě obce. Měřený obvod kmene v roce 2007 činil 561 centimetrů.

## Fotogalerie

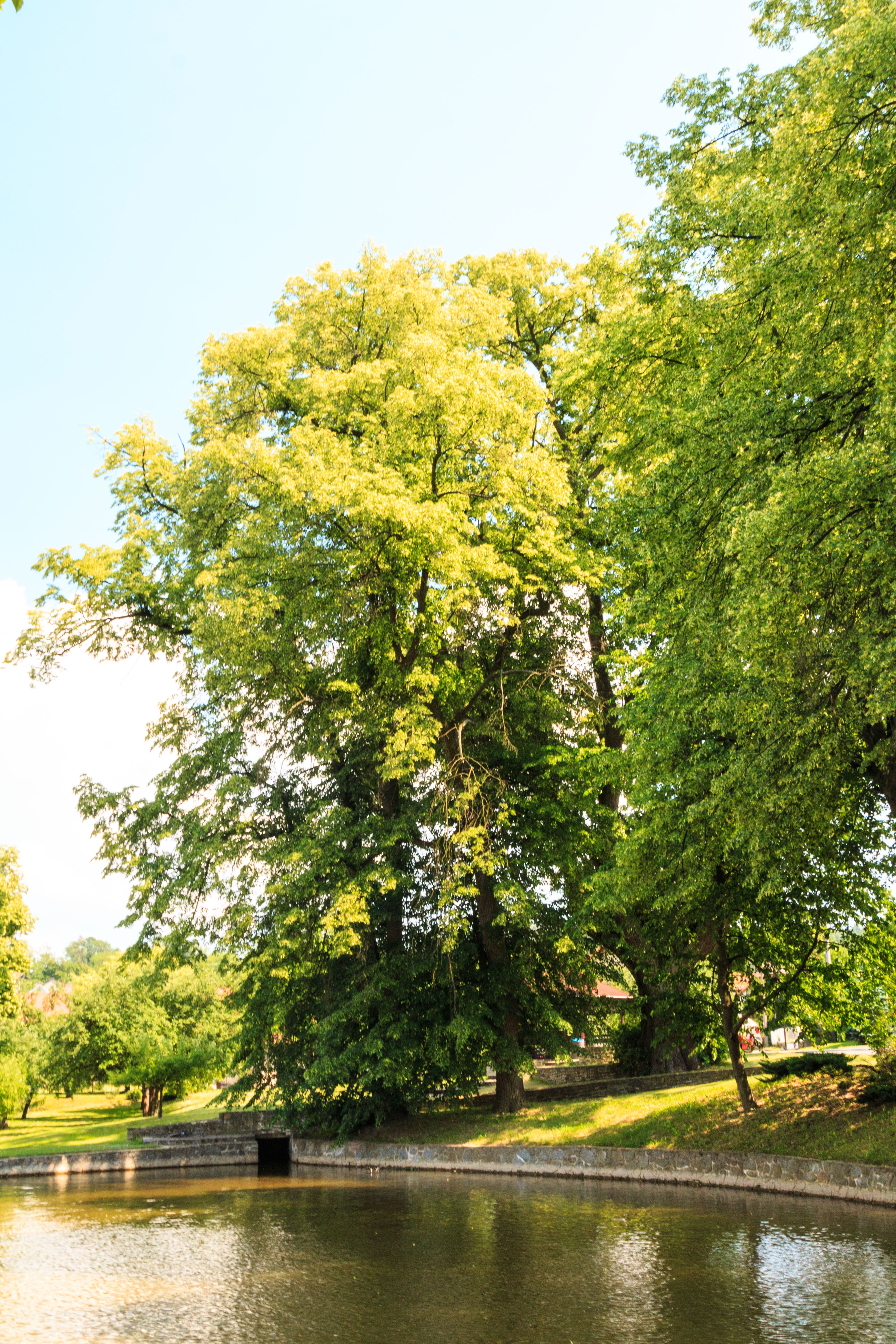
Památná Farská lípa v Přepychách